# Людвиг I (князь Ангальт-Кётена)
Людвиг I Ангальт-Кётенский (нем. Ludwig I. von Anhalt-Köthen, 17 июня 1579, Дессау — 7 января 1650, Кётен) — немецкий князь, правитель княжества Ангальт-Кётен из рода Асканиев, основатель Плодоносного общества — первого научно-литературного общества по развитию и изучению немецкого языка.

## Биография
Людвиг был младшим сыном князя Ангальта Иоахима Эрнста и его супруги Элеоноры Вюртембергской. После смерти отца в 1586 году он воспитывался при дворе своего сводного брата, Иоганна Георга I, князя Ангальт-Дессау, в Дессау. В возрасте 17 лет, в 1596—1597 годах Людвиг совершает длительное путешествие по Англии, Франции и Голландии. Вернувшись ненадолго в Дессау, в 1598 он уезжает в Швейцарию, Австрию, Венгрию и Италию. Во Флоренции молодой князь остаётся до 1602 года; здесь он становится первым немцем, принятым в академию делла Круска. После последующего длительного пребывания во Франции, Англии и Нидерландах Людвиг в 1606 году, после раздела отцовского наследия, становится правителем княжества Ангальт-Кётен. 31 октября того же года он вступает в брак с Амалией Бентгейм-Текленбургской. В этом браке у Людвига родился сын, рано умерший.
В военном и политическом отношении Людвиг, как правитель Ангальт-Кётена, был малоактивен. В свою очередь, он прилагал большие усилия для развития сельского хозяйства и школьного образования в своём княжестве. Людвиг строит новый дворец и с 1606 года разбивает прилегающий к нему большой, знаменитый Кётенский дворцовый парк, сохранившийся до наших дней. При его финансовой поддержке в 1619 году в Кётене Вольфганг Ратке начинает реорганизацию системы школьного обучения. После ареста Ратке в том же году, вызванного религиозными и личными причинами, князь Людвиг продолжает начатый Ратке проект. Создавая новую программу обучения и желая обеспечить школы современными учебниками, князь специально с этой целью открывает типографию.
Князь Людвиг был не только основателем Плодоносного общества, но и его первым руководителем. Общество проводило свои заседания с 1617 года в Кётене и было создано по образцу флорентийской Академии делла Круска. В обществе Людвиг взял себе имя «Питающий» (der Nährende).
Во время Тридцатилетней войны шведский король и полководец Густав II Адольф передал под управление Людвига I Магдебург и Гальберштадтское епископство. В 1625 году в возрасте 39 лет скончалась первая супруга князя Амалия. По истечении года траура Людвиг женится вторично, на Софии, дочери графа Симона VI Липпского. В этом браке у Людвига I родился наследовавший ему сын Вильгельм Людвиг. В 1907 году в Кётене был открыт памятник князю Людвигу I.

## Потомки
В первом браке с графиней Амалией Бентгейм-Текленбургской (1586—1625):
- Людвиг Ангальт-Кётенский Младший (1607—1624)
- Луиза Ангальт-Кётенская (1609—1625)

Во втором браке с графиней Софией Липпской (1599—1654), дочерью графа Симона VI Липпского:
- Амалия Луиза Ангальт-Кётенская (1634—1635)
- Вильгельм Людвиг Ангальт-Кётенский (1638—1665), женат на принцессе Елизавете Шарлотте Ангальт-Гарцгеродской (1647—1723)

## Сочинения
- (Übs.) Johannis Baptistae Gelli … Anmutige Gespräch Capricci del Bottaio genandt. Köthen 1619
- (Übs.) Johannis Baptistae Gelli … Anmütige Gespräche La Circe genandt. Köthen 1620
- (Übs.) Jean du Bec-Crespin: Denckwürdige Geschichte des grossen Tamerlanis. Köthen 1639
- (Übs.) Francisci Petrarchae … Sechs Triumphi oder Siegesprachten. Köthen 1643
- Werke, Bd. 1, hrsg. Klaus Conermann. Tübingen: Niemeyer, 1992. ISBN 3-484-17603-2